# Вишневский, Андрей Александрович
Андре́й Алекса́ндрович Вишне́вский (род. 10 ноября 1965, Москва) — российский драматург.

## Биография
Окончил режиссёрский факультет ГИТИСа (мастерская Анатолия Эфроса и Анатолия Васильева), дипломный спектакль по собственной пьесе «Ниагара» поставил в Тбилисском русском драматическом театре имени А. С. Грибоедова. Член Союза российских писателей (1999) и Российского Пен-центра (2007).
Пьесы Вишневского ставились в Москве, Берлине, Хельсинки и других городах; в частности, постановку по пьесе «Москаузее» осуществил в 2000 году в рамках проекта «Москва — открытый город» режиссёр Владимир Агеев. По сценарию Вишневского снят короткометражный фильм «Царские ручьи» («Мосфильм», 1990). Ряд пьес опубликован, в их числе обильно иллюстрированная Марком Поляковым фантазия на темы «Приключений Пиноккио» К. Коллоди «Безумный ангел», названная в рецензии «комиксом, в котором нежданно оживает огромная традиция визионерской литературы и раскрепощённая творческая энергия целого поколения 80-х годов XX века».
В 2000 году женился на актрисе Светлане Тома.